# Hendrik Kloosterman
Hendrik Douwe Kloosterman (* 9. April 1900 in Rottevalle, Niederlande; † 6. Mai 1968 in Leiden) war ein niederländischer Mathematiker.

## Leben und Wirken
Hendrik Kloosterman besuchte die Schule in Den Haag und studierte Mathematik an der Universität Leiden, wo er 1922 sein Diplom bekam. 1924 wurde er bei Jan Cornelis Kluyver in Leiden promoviert, nachdem er auf Vermittlung von Paul Ehrenfest einige Zeit bei Harald Bohr in Kopenhagen und Godfrey Harold Hardy an der Oxford University verbrachte. In seiner Dissertation Over het splitsen van gehele positieve getallen in een som van kwadraten untersuchte er die asymptotische Zahl der Lösungen einer positiv definiten quadratischen Form (in Diagonalgestalt) in mehr als fünf Variablen. Er wandte dabei die Hardy-Littlewood'sche Kreismethode an. Da diese ausgerechnet für den Fall von vier Variablen (den schon Joseph-Louis Lagrange löste) nicht anwendbar war, führte dies zu einer Folgearbeit in den Acta Mathematica von 1926, in der er seine Kloosterman-Summen einführte, spezielle trigonometrische Summen, die zahlreiche Anwendungen in der analytischen Zahlentheorie und der Theorie der Modulformen fanden und die Hardy-Littlewood-Methode wesentlich erweiterten. 1926/27 war er mit einem Rockefeller-Stipendium an der Universität Göttingen und 1927/28 in Hamburg bei Erich Hecke, wo er seine Methode auf die Bestimmung der Fourierkoeffizienten von Modulformen anwandte. Ab 1928 war er Assistent an der Westfälischen Wilhelms-Universität in Münster, um dann 1930 außerordentlicher Professor (Lector) an der Universität Leiden zu werden. Während des Krieges, als seine Universität geschlossen war, arbeitete er über Darstellungen endlicher Untergruppen der Modulgruppe in den Thetafunktionen. Ab 1947 war er Professor in Leiden.
Er war seit 1950 Mitglied der Königlich-Niederländischen Akademie der Wissenschaften. 1950 war er Invited Speaker auf dem Internationalen Mathematikerkongress (ICM) in Cambridge (Massachusetts) (The characters of binary modular congruence groups).
Zu seinen Doktoranden zählen Jacob Murre und Tonny Albert Springer.

## Verweise
1. ↑  Hendrik Kloosterman im Mathematics Genealogy Project (englisch)
2. ↑  On the representation of numbers in the form {\displaystyle ay^{2}+by^{2}+cz^{2}+dt^{2}}. Acta Mathematica Band 49, 1926, S. 407–464.
3. ↑  nach Peter Sarnak „Besselfunktionen“ endlicher Körper
4. ↑  The behaviour of general Theta Functions under the Modular Group and the characters of binary modular subgroups. Annals of Mathematics 1946. The Characters of binary modular congruence subgroups. International Congress of Mathematicians 1950, Cambridge 1952.

| Personendaten    | Personendaten                                   |
| ---------------- | ----------------------------------------------- |
| NAME             | Kloosterman, Hendrik                            |
| ALTERNATIVNAMEN  | Kloosterman, Hendrik Douwe (vollständiger Name) |
| KURZBESCHREIBUNG | niederländischer Mathematiker                   |
| GEBURTSDATUM     | 9. April 1900                                   |
| GEBURTSORT       | Rottevalle, Niederlande                         |
| STERBEDATUM      | 6. Mai 1968                                     |
| STERBEORT        | Leiden                                          |